# Neubrück-West
Neubrück-West ist ein Wohnplatz im Ortsteil Gräbendorf der Gemeinde Heidesee im Landkreis Dahme-Spreewald in Brandenburg.

## Geografische Lage
Der Wohnplatz liegt am äußersten südwestlichen Rand der Gemarkung in einem Waldgebiet. Westlich, südlich und östlich grenzt die Gemarkung von Groß Köris an. Im Süden liegt der Klein Köriser See, im Nordosten der Hölzerne See und im Osten der Wohnplatz Neubrück der Gemeinde Groß Köris. Er wird durch einen kleinen Kanal von Neubrück-West getrennt, der den Klein Köriser See mit dem Hölzernen See verbindet. Über den Kanal führt die Bundesstraße 179, die von Nordwesten kommend in südöstlicher Richtung nach Neubrück verläuft.

## Geschichte
In den Karten des Deutschen Reiches ist noch keine Wohnbebauung erkennbar. Zu dieser Zeit gab es in Neubrück lediglich ein Forsthaus. Im 21. Jahrhundert werden die Gebäude von einer international tätigen Jugendorganisation genutzt.